# 薇姬·赖特
薇姬·赖特（英語：Vicky Wright，1993年8月15日—），生于邓弗里斯，苏格兰女子冰壶运动员。她曾代表英国参加2022年冬季奥林匹克运动会冰壶比赛，获得女子四人金牌。